# Криворотов Михайло Павлович
Михайло Павлович Криворотов (10 вересня 1920 — 18 лютого 1943) — старший механік-водій танку 1-го танкового полку (1-а танкова бригада, 21-а армія, Південно-Західний фронт), лейтенант, Герой Радянського Союзу.

## Біографія
Михайло Павлович Криворотов народився 10 вересня 1920 року в селі Новоконстантинівка Благоварського району Башкирської АРСР.
Росіянин. Закінчив сім класів. До війни працював комбайнером у радгоспі.
У радянську армію призваний Благоварським райвійськкоматом у 1940 році. Учасник Другої світової війни з червня 1941 року.
Старший механік-водій танку 1-го танкового полку (1-а танкова бригада, 21-а армія, Південно-Західний фронт) комсомолець рядовий М. П. Криворотов відзначився в боях під с. Штепівка (Лебединський район Сумської області).
Помер 18 лютого 1943 р. у шпиталі. Похований в Астрахані.

## Подвиг
«1 жовтня 1941 року — наголошується в нагородному листі, — М. П. Криворотов сім разів водив танк в атаку на супротивника, виявивши вогневі точки, коригував вогонь танкових снарядів і направляв танк на ціль. Було знищено одну протитанкову гармату, п'ять великокаліберних кулеметів, дві мінометні батареї противника, розчавлено танком кілька автомашин.
В останній атаці від попадання артилерійського снаряду танк загорівся, всі члени екіпажу, крім водія, загинули. Поранений М. П. Криворотов направив палаючий танк на артилерійську батарею противника. У розташуванні батареї танк вибухнув. Гармати ворога замовкли. За кілька хвилин до вибуху М. П. Криворотов встиг вибратися з танка».
Звання Героя Радянського Союзу М. П. Криворотову присвоєно 20 листопада 1941 року.

## Нагороди
- Медаль «Золота Зірка» Героя Радянського Союзу (20.11.1941).
- Орден Леніна (20.11.1941).

## Пам'ять
Ім'я М. П. Криворотова носить Троїцька середня школа Благоварського району Башкортостану.